# Henryk Kołodziej
Henryk Kołodziej (ur. 16 lipca 1905 w Katowicach, zm. 26 lutego 1979 tamże) – polski lekkoatleta, długodystansowiec.
Brązowy medalista mistrzostw Polski seniorów 1926 w biegu maratońskim (jako zawodnik Kolejowego KS Katowice, czas 3:04:10,4). W 1928 zajął na mistrzostwach kraju 6. miejsce w tej konkurencji z czasem 3:41:26,0 (jako zawodnik klubu Stadion Królewska Huta).
12 sierpnia 1928 w Katowicach ustanowił rekord Polski w biegu na 20 000 metrów czasem 1:14:57,0.

## Rekordy życiowe
- Bieg na 3000 metrów – 9:32,0 (26 września 1926, Królewska Huta)[1]
- Bieg na 10 000 metrów – 35:02,4 (27 maja 1928, Królewska Huta)[3]
- Bieg maratoński – 3:04:10,4 (26 września 1926, Królewska Huta)[4]